# فام نهات فونج
فام نهات فونج (بالفيتنامية: Phạm Nhật Vượng)‏ (مواليد 5 أغسطس 1968) هو مطور عقاري فيتنامي وأول ملياردير في تاريخ فيتنام.